# Eric Costa
Eric Costa (Barra do Corda), é um político brasileiro, filiado ao PSD. Nas eleições de 2022, foi eleito deputado estadual pelo MA.